# Primera batalla de Càpua
|  | No s'ha de confondre amb Segona batalla de Càpua. |

La primera batalla de Càpua va ser un enfrontament entre les forces de Cartago i les de la República Romana que va tenir lloc l'any 212 aC durant la Segona Guerra Púnica. La batalla va tenir un resultat incert, però el general cartaginès Hanníbal va aconseguir el seu propòsit que els cònsols romans aixequessin el setge de la ciutat de Càpua.

## Preludi
Després de la gran derrota romana a la batalla de Cannes el 216 aC, hi va haver diverses ciutats itàliques, entre elles Càpua, que es van rebel·lar contra el poder de Roma i es van passar de bàndol, facilitant als cartaginesos els subministraments que tan necessaris els eren per combatre en territori enemic. Hanníbal havia passat l'hivern del 215 aC a la ciutat, però la va abandonàar per intentar la conquesta de Tàrent, moment que van aprofitar els cònsols romans Appi Claudi Pulcre i Quint Fulvi Flac per posar setge a la ciutat rebel.
Els ciutadans de Càpua van demanar auxili a Hanníbal, perquè no tenien suficient gra per resistir un llarg setge. En resposta, Hannó (fill de Bomilcar), va avança des de la regió del Brútium i va acampar a unes tres milles de Beneventum, per reunir allí tot el gra de les poblacions veïnes i aliades. Assabentat d'aquestes accions, Fulvi Flac va decidir atacar sense demora, derrotant els cartaginesos en la segona batalla de Beneventum.
Davant de la derrota, Hanníbal, preocupat perquè el destí de Càpua pogués influir en la resta dels aliats, va enviar 2.000 homes de cavalleria per protegir la ciutat fins que arribés el gros del seu exèrcit. Mentre, els romans van arrasar tots els camps propers a la ciutat ansiosos per venjar l'ofensa que una ciutat tan propera a Roma hagués estat capaç de passar-se de bàndol per un període de tres anys, sense càstig. També van reforçar Beneventum amb un contingent de tropes i van cridar Tiberi Semproni Grac perquè amb la seva cavalleria pogués hostilitzar les tropes d'Hanníbal si acudien en socors de la ciutat.

## Emboscada i mort de Tiberi Semproni Grac
Entre les tropes de Semproni Grac hi havia un lucà anomenat Flavi, que havia pactat amb el cartaginès Magó el Samnita la llibertat de la Lucània a canvi de lliurar-li el romà. Flavi va organitzar el parany i Semproni, sense motius per desconfiar, hi acudí només amb la protecció dels seus lictors i uns pocs soldats a cavall. Els romans van caure en una emboscada al Campi Veteres davant de forces cartagineses molt més nombroses i tots ells van morir per l'espasa.
Un cop assassinat Semproni Grac, Magó va avançar contra els exèrcits consulars al mateix temps que els ciutadans de Càpua organitzaven una sortida. Els romans es van veure sorpresos per l'atac combinat i abans que poguessin organitzar les defenses van perdre 1.500 homes.

## Batalla
Arribat Hanníbal, després de tres dies, va decidir llençar la seva cavalleria contra els romans, que amb prou feines van poder resistir la càrrega. Llavors, en mig de la batalla, es va veure un nou contingent de cavalleria que arribava al camp, i estant la batalla indecisa, ambdues tropes es van retirar, per por que els nouvinguts fossin reforços de l'enemic. De fet, les noves tropes eren els supervivents de les forces de Semproni Grac, comandades per un dels seus qüestors, Gneu Corneli. La batalla acabava doncs amb resultat incert, però els romans havien patit una vegada més un nombre més elevat de baixes.

## Conseqüències
La nit següent, amb la intenció d'atraure a Hanníbal lluny de Càpua, els cònsols van dividir els seus exèrcits i van marxar en diferents direccions. Fulvi es va dirigir a Cumae i Appi Claudi Pulcre marxà cap a la Lucània. Davant d'això, Hanníbal va decidir perseguir Api Claudi, però el romà va ser prou hàbil per dirigir les seves tropes per diferents camins i camps fins a deixar enrere al cartaginès i poder així tornar a la rodalia de Càpua. Malgrat tot, Hanníbal no es va quedar amb les mans buides, doncs incomprensiblement el Senat Romà va autoritzar al centurió Marc Centeni Pènula a obtenir el comandament d'uns setze mil homes per enfrontar-se al cartaginès. Marc Centeni, que tot i que era nadiu de la regió i coneixia bé el terreny no tenia cap dot com a general, va veure derrotat, el seu exèrcit a la batalla de Silarus. El mateix Marc Centeni hi va morir, junt amb 15.000 dels seus homes.